# 斎藤圭土
斎藤 圭土（さいとう けいと、Keito Saito、1978年11月18日 - ）はブギウギ・ピアニスト、作曲家。神奈川県横須賀市出身。

## 人物
2002年よりピアノ・デュオ「レ・フレール」のメンバーとして活動開始。2006年11月8日にユニバーサルよりアルバム『Piano Breaker』でメジャーデビュー。
2008年11月18日、ユニバーサルよりアルバム『Boogie Woogie Far East』でソロデビュー。2014年よりVianoのメンバーとして活動開始。
影響を受けたアーティストのアクセル・ツヴィンゲンベルガーのほか、ハンク・ジョーンズ、ヴァスコ・ヴァッシレフ、池宮正信、野口聡一、大江千里、森山良子、古澤巌、辻井伸行らと共演している。
ニッポン放送アナウンサー熊谷実帆のフルート演奏と共演。

## 来歴
- 1978年、神奈川県横須賀市に生まれる。
- 1984年、6歳の時、ピアノを習い始める。
- 1993年、15歳の時、ルクセンブルク国立音楽学校（Conservatoire de musique de la Ville de Luxembourg）にクラシック音楽を学ぶため留学。
- 1995年、17歳の時に帰国。
- 2000年　ドイツ・ミュンヘンにおいてアクセル・ツヴィンゲンベルガーと共演。
- 2002年9月、ピアニストである兄、斎藤守也と、ピアノデュオユニット「レ・フレールを結成。
- 2006年11月、「レ・フレール」メンバーとして、アルバム「Piano Breaker」でユニバーサルよりメジャーデビュー
- 2008年11月、『Boogie Woogie Far East』でユニバーサルよりソロデビュー
- 2014年2月、ヴァイオリニストのヴァスコ・ヴァッシレフと、ピアノ×ヴァイオリンのユニット「Viano」を結成。スペインツアーを開催。
- 2014年4月、「Viano」メンバーとして、アルバム『Dos Caballos』でユニバーサルよりデビュー。ジャパンツアーを開催。
- 2022年9月  レ・フレール結成20年を迎える。[2]

## コンサート
| 日付                    | 場所 | タイトル・内容                                                              |
| ----------------------- | --- | --------------------------------------------------------------------------- |
| 2005年5月4日            | Germany/Baden Baden                                                                                          | International Boogie Wooige Festival                                        |
| 2008年3月10日           | Germany/Baden Baden                                                                                          | International Boogie Wooige Festival「Mercedes-Benz Stars of Boogie」       |
| 2008年3月11日           | Germany/Baden Baden                                                                                          | International Boogie Wooige Festival「Opening Concert」                     |
| 2008年3月12日           | Germany/Baden Baden                                                                                          | International Boogie Wooige Festival「Theatre 'Feel Spirit'」               |
| 2008年11月18日          | COTTON CLUB(東京)                                                                                            | 「Boogie Woogie Far East」                                                  |
| 2008年12月28日          | Club IKSPIARI(千葉)                                                                                          | 「Boogie Woogie Far East」                                                  |
| 2009年3月10日           | Germany/Baden Baden・Brenner's Park Hotel                                                                    | International Boogie Wooige Festival「Wine & Dine」                         |
| 2009年3月14日           | Germany/Baden Baden・Wagener Gelerie                                                                         | International Boogie Wooige Festival「Boogie Meets Wagener Galerie」        |
| 2009年4月8日            | ビルボードライブ東京（東京）                                                                                 | 「Boogie Woogie Far East」                                                  |
| 2009年4月11日           | 名古屋ブルーノート（愛知）                                                                                   | 「Boogie Woogie Far East」                                                  |
| 2009年4月19日           | ビルボードライブ大阪（大阪）                                                                                 | 「Boogie Woogie Far East」                                                  |
| 2009年4月21日           | ビルボードライブ福岡（福岡）                                                                                 | 「Boogie Woogie Far East」                                                  |
| 2010年4月2日            | 名古屋ブルーノート（愛知）                                                                                   | KEITO SAITO & アクセル・ツヴィンゲンベルガー「Legendary Standard Live」     |
| 2010年4月4日            | 北上市さくらホール（岩手）                                                                                   | KEITO SAITO & アクセル・ツヴィンゲンベルガー「Legendary Standard Live」     |
| 2010年4月6日            | イシハラホール（大阪）                                                                                       | KEITO SAITO & アクセル・ツヴィンゲンベルガー「Legendary Standard Live」     |
| 2010年4月10日           | ビルボードライブ東京（東京）                                                                                 | KEITO SAITO & アクセル・ツヴィンゲンベルガー「Legendary Standard Live」     |
| 2011年2月19日           | Austria/Vienna Radiokulturhaus                                                                               | 「ö1 Boogie Night」                                                         |
| 2011年2月21日           | Austria/Vienna Jazzland                                                                                      | 「アクセル・ツヴィンゲンベルガーmeets Keito Saito」                         |
| 2011年2月22日           | Austria/Vienna Jazzland                                                                                      | 「Martin Pyrker meets Keito Saito」                                         |
| 2011年2月21日           | Austria/Vienna Jazzland                                                                                      | 「アクセル・ツヴィンゲンベルガーmeets Keito Saito」                         |
| 2012年5月2日            | 名古屋ブルーノート(愛知)                                                                                     | KEITO SAITO & アクセル・ツヴィンゲンベルガー 「The Joy of Boogie Woogie」   |
| 2012年5月3日            | ビルボードライブ大阪(大阪)                                                                                   | KEITO SAITO & アクセル・ツヴィンゲンベルガー 「The Joy of Boogie Woogie」   |
| 2012年5月4日            | 逗子文化プラザ なぎさホール(神奈川)                                                                          | KEITO SAITO & アクセル・ツヴィンゲンベルガー 「The Joy of Boogie Woogie」   |
| 2012年5月6日            | ビルボードライブ東京(東京)                                                                                   | KEITO SAITO & アクセル・ツヴィンゲンベルガー 「The Joy of Boogie Woogie」   |
| 2012年5月10日           | Magdeburg・Karstadt Kultur Café(Germany)                                                                     | KEITO SAITO & アクセル・ツヴィンゲンベルガー 「The Joy of Boogie Woogie」   |
| 2012年5月12日           | Oberthulba・Piano Stage Keinhenz(Germany)                                                                    | KEITO SAITO & アクセル・ツヴィンゲンベルガー 「The Joy of Boogie Woogie」   |
| 2012年5月13日           | Berlin-Spandau・St. Marien am Behnitz(Germany)                                                               | KEITO SAITO & アクセル・ツヴィンゲンベルガー 「The Joy of Boogie Woogie」   |
| 2012年7月27日           | 葉山マリーナ 特設ステージ（神奈川）                                                                          | 真夏の夜のJAZZ in HAYAMA 2012                                               |
| 2012年11月8日           | 森ノ宮ピロティホール（大阪）                                                                                 | 「JAZZ WEEK 2012」                                                          |
| 2012年10月31日          | ブルーノート東京（東京）                                                                                     | 「The Rise of Boogie Woogie」                                               |
| 2013年9月7日            | ビルボードライブ東京(東京)                                                                                   | KEITO SAITO & アクセル・ツヴィンゲンベルガー 「The King of Boogie Woogie」  |
| 2013年9月9日            | ビルボードライブ大阪(大阪)                                                                                   | KEITO SAITO & アクセル・ツヴィンゲンベルガー 「The King of Boogie Woogie」  |
| 2013年9月16日           | 逗子市文化プラザ なぎさホール（神奈川）                                                                      | KEITO SAITO & アクセル・ツヴィンゲンベルガー 「The King of Boogie Woogie」  |
| 2014年2月21日           | Auditorio de la Caixa Rural de Villarreal (Castellon)                                                        | 「Viano」結成記念ライブin SPAIN                                             |
| 2014年2月22日           | Teatro Banda Primitiva de Lliria (Valencia)                                                                  | 「Viano」結成記念ライブin SPAIN                                             |
| 2014年4月12日-4月26日   | トッパンホール（東京）・和光大学ポプリホール（東京）・名古屋ブルーノート（愛知）・フェニックスホール（大阪） | 「Viano」結成記念ライブin JAPAN                                             |
| 2015年7月5日            | Benaguacil Theater                                                                                           | Viano with The Festival Wind Ensemble                                       |
| 2015年7月9日            | Kołobrzeg Cathedral                                                                                          | Viano with Baltic Neopolis Orchestra                                        |
| 2015年7月10日           | Świnoujście Amfitheatre                                                                                      | Viano with Baltic Neopolis Orchestra                                        |
| 2015年7月11日           | Drawno City Center                                                                                           | Viano with Baltic Neopolis Orchestra                                        |
| 2015年7月15日           | Sofia Live Club                                                                                              | Keito Saito & Vasko Vassilev “VIANO”                                        |
| 2015年8月22日-8月30日   | 小樽ゴールドストーン（小樽）・金森ホール（函館）・大丸心斎橋劇場（大阪）・Restauant & Live Bar CIB（熊本）   | KEITO SAITO & アクセル・ツヴィンゲンベルガー Boogie Woogie Piano JAPAN TOUR |
| 2015年9月19日           | 日比谷公会堂                                                                                                 | 細野晴臣「Boogie Woogie Holiday」ゲスト出演                                 |
| 2015年11月12日-12月11日 | 大丸心斎橋劇場（大阪）・Restauant & Live Bar CIB（熊本）・新宿明治安田生命ホール（東京）                     | 「Viano」Live in JAPAN                                                      |

その他多数

## ディスコグラフィー

### 斎藤圭土
- 2008年11月18日 「Boogie Woogie Far East -ブギ・ウギ・ファー・イースト-」（斎藤圭土ソロアルバム）
- 2013年8月21日 「音楽家たち 〜Keito Saito and his friends」（斎藤圭土ソロアルバム）

### Keito Saito &アクセル・ツヴィンゲンベルガー
- 2012年4月4日 「THE JOY OF BOOGIE WOOGIE -ザ・ジョイ・オブ・ブギ・ウギ-」（斎藤圭土＆アクセル・ツヴィンゲンベルガー共作）

### Viano
- 2014年4月12日 「Dos Caballos」
- 2015年11月18日 「VIANO Classics」
- 2015年11月18日 「Banda VIANO」

### レ・フレール

#### CD
- 2005年7月31日 「Boogie on Quatre-Mains」
- 2006年11月8日 「Piano Breaker / ピアノ・ブレイカー」（1st）
- 2008年9月3日 「Piano Pittoresque / ピアノ・ピトレスク」（2nd）
- 2011年4月13日 「PIANO SPATIAL / ピアノ・スパシアル」（3rd）
- 2012年11月21日 「Best of Live / ベスト・オブ・ライブ」（ライブ盤）
- 2013年3月20日 「Les Freres meets New York Symphonic Ensemble / レ・フレール管弦楽団」（ライブ盤）

#### LP
- 2011年4月13日 「PIANO SPATIAL / ピアノ・スパシアル」（3rd）

#### SACD
- 2011年5月13日 「PIANO SPATIAL / ピアノ・スパシアル」（3rd）

#### DVD
- 2008年4月23日 DVD「Boogie Back to TOKYO / Live」
- 2009年7月8日 DVD「Piano Pittoresque / LIVE」
- 2009年12月7日 DVD「PAIANO SPATIAL / LIVE」

#### その他
- 2005年8月17日 「GLAMOROUS」 Jリーグ「アルビレックス新潟」の応援コンピレーションアルバム（4曲目にゲスト参加）
- 2006年9月6日 「Anime de Quatre-Mains -アニメ・ド・キャトルマン-」
- 2007年8月22日 「CROSS」（独映画「4分間のピアニスト」イメージソング）
- 2007年10月17日 「服部良一」服部良一生誕100周年記念コンピレーションアルバム（Boogie Woogie Hatter）
- 2008年5月3日 シングルCD「Happy Life」（TBS系「はなまるマーケット」エンディング）
- 2009年10月21日 「Noël de Quatre-Mains -ノエル・ド・キャトルマン-」

## 注
1. ↑  “『ニッポン放送』熊谷美帆アナウンサーが「レ・フレール」コンサートにフルート演奏で出演 高校時代に東北大会銀賞を受賞”. Yahoo! JAPANニュース.   Yahoo JAPAN (2022年9月22日). 2022年11月30日閲覧。
2. ↑  “レ・フレール　斎藤守也＆圭土の２人がいま追求していることは”. Music Voice.   株式会社アイ・シー・アイ (2022年10月3日). 2022年11月30日閲覧。

### 公式サイト
- 斎藤圭土　公式サイト
- 斎藤圭土　公式twitter
- レ・フレール　公式サイト